# 北美多足蕨
北美多足蕨（学名：Polypodium virginianum）为水龙骨科多足蕨属下的一个种。模式标本采自美国弗吉尼亚州。